# Ascocentrum rubescens
Ascocentrum rubescens är en orkidéart som först beskrevs av Robert Allen Rolfe, och fick sitt nu gällande namn av Peter Francis Hunt. Ascocentrum rubescens ingår i släktet Ascocentrum och familjen orkidéer. Inga underarter finns listade i Catalogue of Life.